# 西原俊次
西原 俊次（にしはら としつぐ、1960年4月26日 - ） は、日本のミュージシャン、作曲家。元「オメガトライブ」のキーボーディスト。
東京都品川区出身。東京都立日比谷高等学校卒業。血液型はAB型。

## 人物
杉山清貴、高島信二等、後のオメガトライブメンバーが多く在籍していた前身のバンド「きゅうてぃぱんちょす」のキーボード担当は、現在芸術音楽の作曲家として活動する千住明であった。しかし、プロデビューを約束する1980年の第19回ヤマハポピュラーソングコンテストで優勝を果たせなかったことから、千住は在学中の慶應義塾大学から東京芸術大学に転学受験して音楽家を目指すことになり、グループを離れる。西原はその後任として同バンドに参加、以後一連のオメガトライブプロジェクトに至るまでキーボードを担当した。加入前はヤマハの日吉センターに通っており、主にジャズをカバーしていたという。「きゅうてぃぱんちょす」もこのホールでライブなどを行っていたため面識があった。
「きゅうてぃぱんちょす」は元々ロック色の強いバンドであったが、トライアングル・プロダクションの社長であり、プロジェクトのプロデューサーでもあった藤田浩一の戦略から、「海の香りのする都会的なサウンド」をコンセプトにしたAOR、フュージョンが要素の「新しい日本のポップス」を打ち出した。メインとなる曲の作曲は作曲家の林哲司が担当、作詞には林と共に制作した楽曲などがヒットしたこともある康珍化や、当時はまだ若手だった秋元康が主となり、編曲にはディレクターも担当していた志熊研三や松下誠など林のカラーに近いアレンジが施されたものを提示、メンバーはこれを承諾し1983年に「杉山清貴&オメガトライブ」としてシングル『SUMMER SUSPICION』でデビューする。
以降、『君のハートはマリンブルー』や『ふたりの夏物語』など、夏・海・リゾートをテーマにした楽曲がヒットし、サマーソングのバンドイメージも定着するようになった。しかし、1985年5月に吉田健二（ギター）が脱退したことで、プロデューサーとメンバーの方向性のすれ違いが表面化し、同年12月にバンドは解散する。
その翌年の1986年、ボーカルがカルロス・トシキに変更、ギターにも事務所の先輩だった黒川照家を迎え、プロジェクトの第2弾となる「1986オメガトライブ」がスタートする。制作陣ではメインの作詞が有川正沙子や売野雅勇、作曲は和泉常寛、編曲も新川博に変更され、杉山時代に比べメンバーのオリジナル作品も増えるなどしたため、音楽性も大幅に変わった。
「1986オメガトライブ」のデビューシングル『君は1000%』は日本テレビ系ドラマ『新・熱中時代宣言』の主題歌となりヒットした。その後も「カルロス・トシキ&オメガトライブ」に改名後のシングル『アクアマリンのままでいて』などヒット曲を多数リリースした後、1991年に「カルロス・トシキ&オメガトライブ」は解散、グループのプロジェクトは終了した。また、杉山時代から様々なメンバーの脱退や加入、制作陣の変更があった中、高島（ギター）と共に最後までオメガトライブのプロジェクトに参加した。
翌1992年には高島と共に「D.O.M.E.」を結成し、フジテレビのワイドショー『TIME3 タイム・スリー』の番組テーマ曲となる『女神たちに逢える日』をリリース。1994年に結成された「WEATHER SIDE（ウェザーサイド）」にも高島と共に参加し、オリジナル楽曲を中心に活動した。なお、3代目オメガトライブとなる「BRANDNEW OMEGATRIBE（ブランニュー・オメガトライブ）」は藤田プロデュースによる新井正人のソロプロジェクトであり、高島同様参加していない。また、1995年から2004年にかけてNHK教育テレビジョンで放送された『なんでもQ』では番組中の楽曲を担当し、その中には杉山が歌唱した曲もあった。
1997年から2008年の夏まで田原俊彦のバンドマスターとして活動して以降は第一線を退いているが、2004年と2019年の杉山清貴&オメガトライブの再結成には参加している。
私生活では3人の子どもを持つ父親である。

## 楽曲提供

### 杉山清貴&オメガトライブ
- SATURDAY'S GENERATION（1984年3月21日）
  - 作詞：秋元康、作曲：西原俊次／杉山清貴、編曲：松下誠
- ROLLING MEMORIES（1985年5月29日）
  - 作詞：秋元康、作曲：西原俊次、編曲：志熊研三
- SCRAMBLE CROSS（1985年7月1日）
  - 作詞：青木久美子、作曲：西原俊次、編曲：志熊研三
- 霧のDOWN TOWN（1985年12月11日）
  - 作詞：藤田浩一、作曲：西原俊次、編曲：志熊研三

### 1986オメガトライブ
- Navigator（1986年7月23日／8月7日）
  - 作詞：藤田浩一／カルロス・トシキ、作曲：西原俊次、編曲：船山基紀
- You Belong to him（1986年7月23日）
  - 作詞：有川正沙子、作曲：西原俊次、編曲：椎名和夫
- Night Child（1986年7月23日）
  - 作詞：矢野朝子、作曲：西原俊次、編曲：椎名和夫
- Counterlight（1987年2月4日）
  - 作詞：売野雅勇、作曲：西原俊次、編曲：船山基紀
- Indian Summer（1987年2月4日）
  - 作詞：有川正沙子、作曲：西原俊次、編曲：新川博

### カルロス・トシキ&オメガトライブ
- 失恋するための500のマニュアル（1989年2月8日）
  - 作詞：売野雅勇、作曲：Toshi（西原）,Shinji（高島）,Carlos（カルロス）、編曲：新川博
  - 1000 Love Songs（1989年2月8日）
    - 作詞：田口俊、作曲：Toshi（西原）,Shinji（高島）,Carlos（カルロス）、編曲：新川博
- 太陽を追いかけて（1989年2月8日）
  - 作詞：青木久美子、作曲：西原俊次、編曲：新川博
- 君は弱くない（1989年9月21日）
  - 作詞：秋元康、作曲：西原俊次、編曲：新川博
- 君に逢えない月曜日（1990年7月25日）
  - 作詞：中谷内映、作曲：西原俊次、編曲：新川博
- Lady of Mine（未発表曲）

### D.O.M.E.
- Jiri Jiri Heaven（1992年5月21日）
  - 作詞・作曲：西原俊次

- あの風を…（1992年5月21日）
  - 作詞：坂内聖一、作曲：西原俊次

- このままでいて欲しい（1992年5月21日）
  - 作詞・作曲：西原俊次

- My Kitten（1992年5月21日）
  - 作詞：坂内聖一、作曲：西原俊次

- 広い世界の中で（1992年5月21日）
  - 作詞・作曲：西原俊次

### WEATHER SIDE
- Still I Love You（1994年4月21日）
  - 作詞：高取秀明、作曲：高島信二,西原俊次、編曲：亀田誠治,WEATHER SIDE
- Set Sails Free（1994年5月20日）
  - 作詞：高取秀明、作曲：西原俊次、編曲：亀田誠治,WEATHER SIDE
- 夏色の記憶（1994年5月20日）
  - 作詞：高取秀明、作曲：西原俊次、編曲：亀田誠治,WEATHER SIDE
- 世界よ 二人のために回れ（1994年9月21日）
  - 作詞：高取秀明、作曲：高島信二,西原俊次、編曲：亀田誠治,WERTHER SIDE
- オムレツ（1994年10月21日）
  - 作詞・作曲：西原俊次、編曲：亀田誠治,WEATHER SIDE
- HAPPY GO LUCKY（1994年10月21日）
  - 作詞：高取秀明、作曲：西原俊次、編曲：亀田誠治,WEATHER SIDE
- 愛が笑うまで（1995年6月21日）
  - 作詞：並河祥太、作曲：西原俊次、編曲：亀田誠治,WEATHER SIDE
- 海へ行こう（1995年6月21日）
  - 作詞：並河祥太、作曲：西原俊次、編曲：亀田誠治,WEATHER SIDE
- このままじゃ終われない（1995年6月21日）
  - 作詞：並河祥太、作曲：西原俊次、編曲：亀田誠治,WEATHER SIDE

### 池田政典
- LET ME LOVE（1987年10月21日）
  - 作詞：藤田浩一、作曲：西原俊次、編曲：新川博

### NHK
- チョー（E）！
  - 作詞：桑原永江、作曲：西原俊次、編曲：西原俊次、歌：飯島穣治・木田達実

- サーモンU.S.A
  - 作詞：亜蘭知子、作曲：西原俊次、編曲：西原俊次、歌：杉山清貴
- じみへん
  - 作詞：亜蘭知子、作曲：西原俊次、編曲：西原俊次、歌：中村祐介
- 哀愁のヨーロッパ・バイソンやねん
  - 作詞：桑原永江、作曲：西原俊次、編曲：西原俊次、歌：影山ヒロノブ
- カニクイザルのゆううつ
  - 作詞：里乃塚玲央、作曲：西原俊次、編曲：西原俊次、歌：蓮見浩二、飯島譲二
- ボス豚
  - 作詞：亜蘭知子、作曲：西原俊次、編曲：西原俊次、歌：鈴木トオル
- おしえてティラノサウルス
  - 作詞：亜蘭知子、作曲：西原俊次、編曲：西原俊次、歌：塙一郎・CIAO
- キリンのキリコは眠れない
  - 作詞：亜蘭知子、作曲：西原俊次、編曲：西原俊次、歌：塙一郎
- ヘビメタ・スネーク
  - 作詞：箱石桂子、作曲：西原俊次、編曲：西原俊次、歌：KWEEN
- あうんのドッグ
  - 作詞：亜蘭知子、作曲：西原俊次、編曲：西原俊次、歌：岩本恭生
- 燃えよ!クチバシ～カモノハシへの道～
  - 作詞：亜蘭知子、作曲：西原俊次、編曲：西原俊次、歌：オージー・ケン・ジュエル（馬場健二郎）
- ホタル・カリフォルニア
  - 作詞：亜蘭知子、作曲：西原俊次、編曲：西原俊次、歌：生沢佑一&シーガルズ
- マッコウクジラは潜水キング
  - 作詞：亜蘭知子、作曲：西原俊次、編曲：西原俊次、歌：KATSUMI